# چشم غیرمسلح (فیلم ۱۹۹۸)
چشم غیرمسلح (اسپانیایی: La Mirada del Otro‎) یک فیلم است که در سال ۱۹۹۸ منتشر شد. از بازیگران آن می‌توان به لائورا مورانته و خوانخو پوئیخ‌کوربه اشاره کرد.